# 莱斯特 (阿拉巴马州)
莱斯特（英語：Lester），是美国阿拉巴马州下属的一座城市。面积约为1.83平方英里（约合4.74平方公里）。根据2010年美国人口普查，该市有人口111人，人口密度为60.66/平方英里（约合23.42/平方公里）。